# Hungry Hearts (película de 2014)
Hungry Hearts es una película de drama italiana de 2014 dirigida por Saverio Costanzo. Fue seleccionada para competir por el León de Oro en el Festival Internacional de Cine de Venecia de 2014. En este certamen, sus protagonistas Adam Driver y Alba Rohrwacher ganaron la Copa Volpi al Mejor Actor y Mejor Actriz, respectivamente. También se proyectó en la sección de Presentaciones Especiales del Festival Internacional de Cine de Toronto de 2014.

## Sinopsis
Nueva York: Mina (Alba Rohrwacher) y Jude (Adam Driver) se conocen en desagradables circunstancias; ella queda atrapada accidentalmente en un cuarto de baño con él, que sufre una diarrea inducida por una intoxicación alimentaria. A pesar de este incómodo primer encuentro, acaban formando una relación aparentemente fuerte. Sin embargo, cuando Mina le anuncia que va a regresar a Italia, tienen un encuentro sexual que desemboca en un embarazo indeseado por ella. Este hecho y su vínculo con Jude le impiden regresar a su país. El embarazo provoca una acumulación de tensión en la relación, ya que Mina está obsesionada con la pureza y desconfía mucho de la medicina moderna. Aunque Jude prefiere la asistencia de un obstetra, decide confiar en la decisión de Mina de recurrir a la medicina alternativa y tradicional, llegando a consultar a una vidente que afirma que el feto es un niño índigo. Cuando nace el bebé, Mina le somete a una dieta vegana, pero Jude comienza a actuar contra las técnicas de crianza de Mina. Esto pone a los dos padres en desacuerdo, y ella comienza a obsesionarse más acerca de mantener al niño puro, llegando a suministrarle un aceite antinutriente para contrarrestar la alimentación que le proporciona el padre. En esta situación, la relación continúa en una espiral descendente que pone el bienestar y la vida del niño en situación de riesgo.

## Reparto
- Adam Driver como Jude.
- Alba Rohrwacher como Mina.
- Roberta Maxwell como Anne.
- Jake Weber como Dr. Bill.
- Natalie Gold como Jennifer.
- Victor Williams como asistente social.
- Victoria Cartagena como Monica.
- Cristina J. Huie como oficial Dugan.

## Premios
| Premios                                 | Premios                                        | Premios                         | Premios   | Premios |
| Premio                                  | Categoría                                      | Galardonados y nominados        | Resultado |         |
| --------------------------------------- | ---------------------------------------------- | ------------------------------- | --------- | ------- |
| 71.er Festival Internacional de Venecia | León de Oro                                    | Saverio Costanzo                | Nominado  |         |
| 71.er Festival Internacional de Venecia | Copa Volpi al Mejor Actor                      | Adam Driver                     | Ganador   |         |
| 71.er Festival Internacional de Venecia | Copa Volpi a la Mejor Actriz                   | Alba Rohrwacher                 | Ganador   |         |
| 71.er Festival Internacional de Venecia | Premio Pasinetti a la Mejor Actriz             | Alba Rohrwacher                 | Ganador   |         |
| 71.er Festival Internacional de Venecia | Premio Especial Pasinetti a la Mejor Dirección | Saverio Costanzo                | Ganador   |         |
| 71.er Festival Internacional de Venecia | Premio UNICEF                                  | Saverio Costanzo                | Ganador   |         |
| 60.º Premio David de Donatello          | David di Donatello a la Mejor Película         | Mario Gianani y Lorenzo Mieli   | Nominado  |         |
| 60.º Premio David de Donatello          | David de Donatello al Mejor Director           | Saverio Costanzo                | Nominado  |         |
| 60.º Premio David de Donatello          | David de Donatello al Mejor Script             | Saverio Costanzo                | Nominado  |         |
| 60.º Premio David de Donatello          | David de Donatello a la Mejor Actriz           | Alba Rohrwacher                 | Nominado  |         |
| 60.º Premio David de Donatello          | David de Donatello a la Mejor Fotografía       | Fabio Cianchetti                | Nominado  |         |
| 60.º Premio David de Donatello          | David de Donatello a la Mejor Edición          | Francesco Calvelli              | Nominado  |         |
| 60.º Premio David de Donatello          | David de Donatello a la Mejor Música           | Nicola Piovani                  | Nominado  |         |
| 55.º Globo d'oro                        | Mejor Actriz                                   | Alba Rohrwacher                 | Ganador   |         |
| 30.º Ciak d'oro                         | Best Producer                                  | Mario Gianani and Lorenzo Mieli | Nominado  |         |
| 30.º Ciak d'oro                         | Mejor Guion                                    | Saverio Costanzo                | Nominado  |         |
| 30.º Ciak d'oro                         | Mejor Fotografía                               | Fabio Cianchetti                | Nominado  |         |
| 30.º Ciak d'oro                         | Mejor Música                                   | Nicola Piovani                  | Nominado  |         |